# 「神曲奏界ポリフォニカ クリムゾンS」キャラクターソング
「神曲奏界ポリフォニカ クリムゾンS」キャラクターソング（しんきょくそうかいポリフォニカ クリムゾンS キャラクターソング）は、2009年5月27日からGloryHeaven（ランティス）より発売、ソニー・ミュージックディストリビューションより販売された一連のシングルシリーズである。

## 概要
テレビアニメ『神曲奏界ポリフォニカ クリムゾンS』（第2期）のキャラクターソングシリーズ。全3タイトル。Vol.1が2009年5月27日に、Vol.2とVol.3が同年6月24日にリリースされている。キャラクターソング2人分2曲と、それぞれのインストゥルメンタル版を収録している。ジャケットイラストは、描き下ろし。*全曲、作詞はこだまさおりが手掛けている。なお、第1期では、キャラクターソングはアルバムが1枚発売されているのみで、シングルでは発売していない。

## リリース一覧

### Vol.1
1. 光の旋律
歌：タタラ・フォロン（神谷浩史）、作詞：こだまさおり、作曲：TODA KOHEI、編曲：NOIZ'n GIRL
2. 証 -akashi-
歌：サイキ・レンバルト（小西克幸）、作詞：こだまさおり、作曲・編曲：solaya
3. 光の旋律（inst.）
4. 証 -akashi-（inst.）

### Vol.2
1. promise melody
歌：コーティカルテ・アパ・ラグランジェス（戸松遥）、作詞：こだまさおり、作曲・編曲：虹音
2. Echoes
歌：ツゲ・ユフィンリー（川澄綾子）、作詞：こだまさおり、作曲・編曲：河合英嗣
3. promise melody（inst.）
4. Echoes（inst.）

### Vol.3
1. リボンの音符♪
歌：ユギリ・ペルセルテ（水樹奈々）、作詞：こだまさおり、作曲：藤本貴則、編曲：渡辺拓也
2. あたたかな調べ
歌：ユギリ・プリネシカ（佐藤利奈）、作詞：こだまさおり、作曲：田代智一、編曲：虹音
3. リボンの音符♪（inst.）
4. あたたかな調べ（inst.）